# Paracale
Paracale è una municipalità di terza classe delle Filippine, situata nella Provincia di Camarines Norte, nella Regione del Bicol.
Paracale è formata da 27 baranggay:
- Awitan
- Bagumbayan
- Bakal
- Batobalani
- Calaburnay
- Capacuan
- Casalugan
- Dagang
- Dalnac
- Dancalan
- Gumaus
- Labnig
- Macolabo Island
- Malacbang

- Malaguit
- Mampungo
- Mangkasay
- Maybato
- Palanas
- Pinagbirayan Malaki
- Pinagbirayan Munti
- Poblacion Norte
- Poblacion Sur
- Tabas
- Talusan
- Tawig
- Tugos